# Alex-Casimir Dosseh-Anyron
Alex-Casimir Dosseh-Anyron (ur. 16 kwietnia 1923 w Vogan, zm. 12 marca 2007 w Lomé) – togijski muzyk, autor Salut à toi, pays de nos aïeux (narodowego hymnu Togo).
Studiował w Europie, pracował m.in. jako kapelmistrz w katedrze w stolicy Togo. Jego bratem był Robert-Casimir, arcybiskup Lomé.
Utwór Salut à toi, pays de nos aïeux został napisany z okazji uzyskania niepodległości przez Togo w kwietniu 1960 roku. Twórcą muzyki jest Alex-Casimir Dosseh-Anyron. Autorstwo słów, podobnie jak i muzyki, przypisuje się Alexowi-Casimirowi, choć w niektórych źródłach twórcą tekstu jest obwieszczony jego brat Robert-Casimir.
Zmarł w szpitalu w stołecznym Lomé.